# Godefridus Carmelitus
Godefridus Carmelitus of Carmelita was een componist, werkzaam in de periode 1654-1667 in de Spaanse Nederlanden.
Uit zijn naam kan worden afgeleid dat hij een geestelijke was, en wel een karmeliet.
In twee bundels Cantiones Natalitiae uit respectievelijk 1654 en 1657, verschenen van hem een aantal Latijnse en Nederlandse kerstliederen: Wat gaet uw’ weerde Priester aen, Gloria in excelsis en Comt verwondert u hier menschen. Dit laatste lied bleef populair in het volkse repertoire, maar werd naderhand met een andere melodie gezongen.
- Gemeinsame Normdatei: 1089209339
- International Standard Name Identifier: 0000 0003 8875 0991
- Library of Congress Control Number: n87903218
- MusicBrainz: c23963a6-61ff-4d75-80b7-088c94d2f6b9
- Nederlandse Thesaurus van Auteursnamen: 071132783
- Virtual International Authority File: 281995957
- WorldCat: E39PCjGvHgxq3bGGcj9pmPYMKb